# Natação nos Jogos Pan-Americanos de 2003 - Revezamento 4x100 m livre feminino
O evento dos 4x100 m livre feminino nos Jogos Pan-Americanos de 2003 foi realizado em 14 de agosto de 2003. 

## Medalhistas
| Ouro   | USA Amanda Weir Christina Swindle Colleen Lanné Courtney Shealy        |
| Prata  | CAN Audrey Lacroix Elizabeth Collins Joanne Malar-Morreale Kelly Doody |
| Bronze | BRA Flávia Delaroli Rebeca Gusmão Monique Ferreira Tatiana Lima        |

## Recordes
| Recorde mundial       | Germany            | 3:36.00 | 29 de julho de 2002 | Berlim        |
| Recorde pan-americano | USA Estados Unidos | 3:44.71 | 14 de março de 1995 | Mar del Plata |

## Resultados
| Posição | Nação                 | Nadadoras                                                                  | Eliminatórias | Eliminatórias | Final      |
| Posição | Nação                 | Nadadoras                                                                  | Tempo         | Posição       | Tempo      |
| ------- | --------------------- | -------------------------------------------------------------------------- | ------------- | ------------- | ---------- |
| 1       | USA Estados Unidos    | ♦ Amanda Weir ♦ Christina Swindle ♦ Colleen Lanné ♦ Courtney Shealy        | —             | —             | 3:41.93 GR |
| 2       | CAN Canadá            | ♦ Audrey Lacroix ♦ Elizabeth Collins ♦ Joanne Malar-Morreale ♦ Kelly Doody | —             | —             | 3:46.65    |
| 3       | BRA Brasil            | ♦ Flávia Delaroli ♦ Rebeca Gusmão ♦ Monique Ferreira ♦ Tatiana Lima        | —             | —             | 3:47.05    |
| 4       | VEN Venezuela         | ♦ Carolina Rivera ♦ Diana López ♦ Ximena Vilar ♦ Arlene Semeco             | —             | —             | 3:52.07 NR |
| 5       | JAM Jamaica           | ♦ Alia Atkinson ♦ Janelle Atkinson ♦ Angela Chuck ♦ Tamara Swaby           | —             | —             | 3:53.58 NR |
| 6       | MEX México            | ♦ ♦                                                                        | —             | —             | 3:56.56    |
| 7       | PUR Porto Rico        | ♦ ♦                                                                        | —             | —             | 3:59.91    |
| 8       | TRI Trinidad e Tobago | ♦ ♦                                                                        | —             | —             | 4:00.37    |